# الکساندر ایوانف (بازیکن فوتبال، زاده ۱۹۷۳)
الکساندر ایوانف (روسی: Александр Анатольевич Иванов؛ زادهٔ ۱۴ آوریل ۱۹۷۳) بازیکن فوتبال اهل اتحاد جماهیر سوسیالیستی شوروی است.
از باشگاه‌هایی که در آن بازی کرده‌است می‌توان به باشگاه فوتبال زنیت سن پترزبورگ و باشگاه فوتبال اسپارتاک نالچیک اشاره کرد.